# Пфаффнау
Пфаффнау (нем. Pfaffnau) — коммуна в Швейцарии, в кантоне Люцерн. 
Входит в состав округа Виллизау. Население составляет 2106 человек (на 31 декабря 2006 года). Официальный код — 1139.